# Thelydesmus insularis
Thelydesmus insularis är en mångfotingart som beskrevs av Filippo Silvestri 1927. Thelydesmus insularis ingår i släktet Thelydesmus och familjen Cryptodesmidae. Inga underarter finns listade i Catalogue of Life.